# Liste des musées de Moscou
Cet article fait la liste des musées de la ville de Moscou.
- Musée des beaux-arts Pouchkine
- Galerie Tretiakov

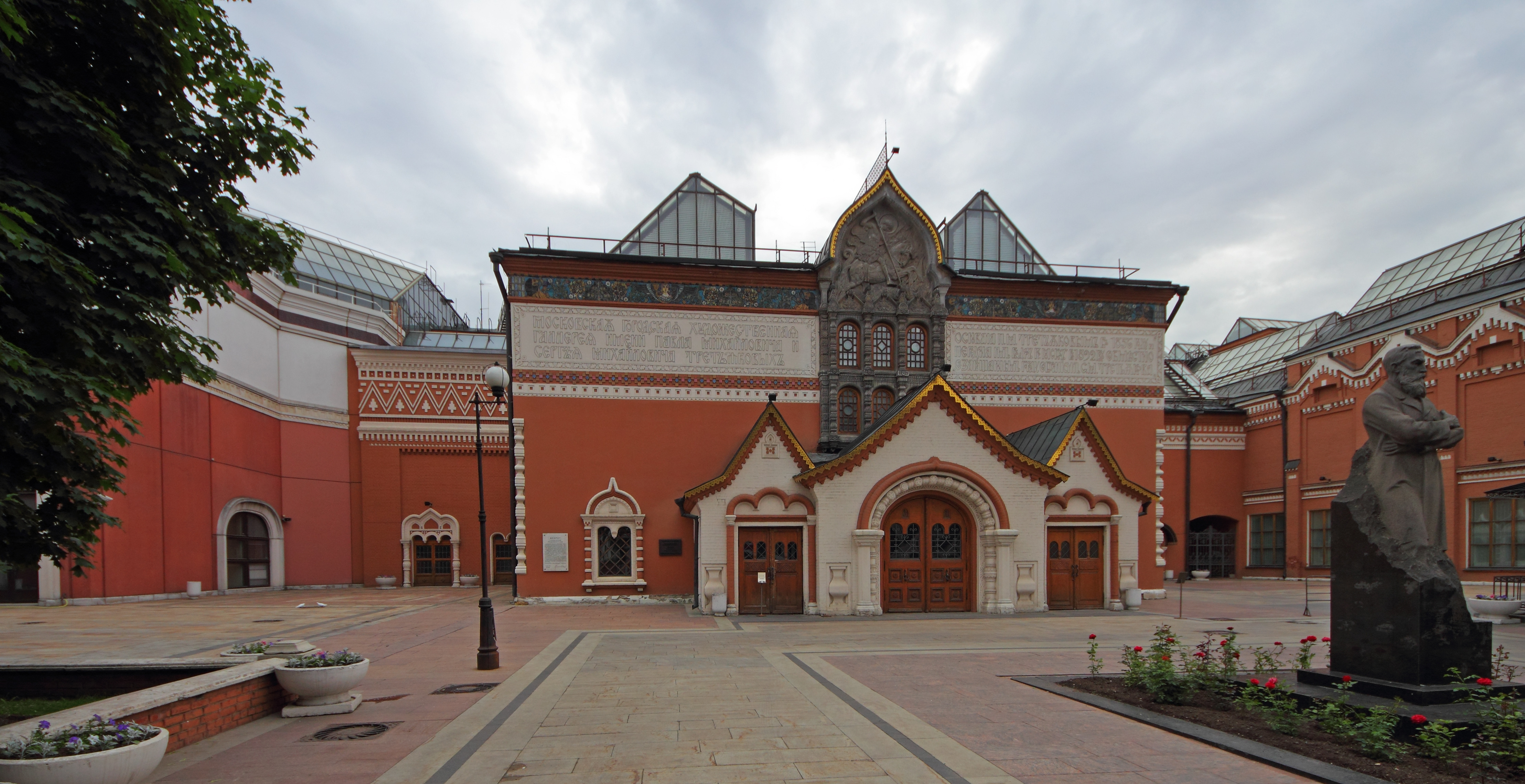
Galerie Tretiakov.

- Nouvelle Galerie Tretiakov et maison centrale des Peintres
- Musée d'architecture Chtchoussev
- Musée d'Art des peuples d'Orient
- Musée d'Art graphique populaire
- Petit Manège
- Musée d'Art populaire décoratif et appliqué
- Musée historique d'État
- Musée Tolstoï
- Musée zoologique de Moscou
- Musée Glinka
- Kolomenskoïe
- Kouskovo
- Maison de Boulgakov
- Lioublino (domaine)
- Maison moscovite de la photographie
- Musée central des forces armées
- Musée de l'histoire du Goulag
- Musée ferroviaire de la gare Riga
- Musée juif et centre de tolérance
- Palais des Armures
- Musée de la Grande Guerre patriotique
- Musée Roumiantsev
- Palais de Tsaritsyno
- Musée Darwin
- Musée contemporain de la calligraphie, parc Sokolniki.
- Complexe cathédral arménien de Moscou
- Musée central d'État d'histoire contemporaine de Russie
- Bunker GO-42
- Bakhrushin Museum (en), musée consacré au théâtre.